# كوخ العم توم
كوخ العم توم أو حياة التواضع (بالإنجليزية: Uncle Tom's Cabin; or, Life Among the Lowly) روايةٌ للكاتبة الأمريكية هيريت بيتشر ستو، تدور حول مكافحة العبودية، وطرح معاناة الأمريكيين الأفارقة. نُشرت الرواية في عام 1852. ويُقال إنها ساعدت في وضع الأساس لـ«‌الحرب الأهليّة الأمريكيّة»

## القصة
ستو، هي معلمة مولودة في كونيتيكت - في مدرسة هارتفورد للإناث ومناصرة نشطة لحركة «التحرير من العبودية»، وظهرت شخصية العم توم، وهو عبد أسود طالت معاناته من العبودية وتدور حولها قصص الشخصيات الأخرى في إطار رواية عاطفية تُصور واقع معاناة العبيد في حين تؤكد أيضًا أن الحُبّ يمكنه التغلب على أي تجربة مُدمرة مثل عبودية البشر.

## الانتشار
كانت رواية كوخ العم توم الأكثر مبيعًا في القرن التاسع عشر، والكتاب الثاني الأكثر مبيعا لذلك القرن، بعد الكتاب المقدس. ويعود سبب شهرة الرواية وانتشارها إلى أنها تحاكي صميم الواقع الذي عمّ الولايات المتحدة في القرن التاسع عشر والذي كان محوره الاستقرار والاستعباد والمتاجرة بالعبيد، وقد شغلت هذه القضية جزءًا كبيرًا من الحياة في ذلك القرن، وأثارت مواجهات عنيفة بين دعاة إلغاء الرق ومعارضيه، وينسب إليها أيضًا أنها ساعدت في تأجيج قضية المطالبة بإلغاء الرقيق في عام 1850م. في السنة الأولى بعد نشرها، بيعت 300,000 نسخة من الكتاب في الولايات المتحدة؛ أما في بريطانيا العظمى فقد بيعت مليون نسخة من الكتاب. وفي عام 1855، بعد ثلاث سنوات من نشرها، كان يطلق عليها اسم «الرواية الأكثر شعبية في أيامنا». وقيل إن تأثير هذه الرواية يُعزى إلى كلمات أبراهام لنكولن، التي قيلت عندما اجتمع مع هيرييت ستو في البيت الأبيض في بداية الحرب الأهلية، حيث قال مازحًا «إذن هذه السيدة الصغيرة هي المسؤولة عن تلك الحرب الكبيرة»، في إشارة منه إلى الأثر العظيم والدور الكبير الذي أحدثته رواية كوخ العم توم في تشكيل وعي شعبي رافض للعبودية، وتأجيج النفوس على رفض الاستعباد.
ساهمت الرواية، وكذلك المسرحيات التي اقتبست منها، في تشكيل صور نمطية عن السود، والتي لا يزال الكثير منها موجودًا حتى اليوم. ومن تلك الصور صورة نمطية لمامي، وهي مربية ذات بشرة سوداء، وصورة نمطية للأطفال السود، وأيضًا صورة نمطية للعم توم، الخادم المطيع الذي على الرغم من المعاناة الشديدة، يخدم سيده بأمانة. في السنوات الأخيرة، طغت المراجعات السلبية لكوخ العم توم بشكل كبير على الجوانب التاريخية للراوية باعتبارها «أداة حاسمة ضد العبودية»."

## منشأ الروايّة
كتبت ستو، وهي معلمة ولدت في ولاية كونيتيكت في معهد هارتفورد للإناث، وناشطة في مجال إلغاء العبودية، الرواية كرد فعل على الفقرة الثانية من قانون العبيد الهاربين في عام 1850. أُلّف جزء كبير من الكتاب في برونزويك (مين) بولاية مين، حيث كان زوجها، كالفين إليس ستو، يدرس في جامعته، كلية بودوين.

نقش لهيريت بيتشر ستو من عام 1872، بناءً على لوحة زيتية للرسام ألونزو تشابل.

استلهمت ستو جزئيًّا فكرة كتابة كوخ العم توم من رواية العبد حياة جوسايا هينسون، عبد سابقا، والآن من سكان كندا، كما رواها بنفسه (1849). عاش هينسون، وهو رجل أسود مستعبد سابقًا، وعمل في قطعة أرض مساحتها 3700 فدان (15 كم 2) وهي مزرعة تبغ في شمال بيثيسدا بولاية ماريلاند تعود ملكيتها لإسحاق رايلي. نجا هينسون من العبودية في عام 1830 بالفرار إلى مقاطعة كندا العليا (أونتاريو الآن)، حيث ساعد العبيد الهاربين الآخرين على الاستقرار وتحقيق الاكتفاء الذاتي، وحيث كتب مذكراته. اعترفت ستو في عام 1853 أن كتابات هينسون ألهمتها في كتابة رواية كوخ العم توم. وعندما أصبح عمل ستو أكثر الكتب مبيعًا، أعاد هينسون نشر مذكراته تحت عنوان «مذكرات العم توم» وسافر في جولات كثيرة في الولايات المتحدة وأوروبا.
سُمّي منزل هينسون على اسم رواية ستو - موقع كوخ العم توم التاريخي، بالقرب من درسدن، أونتاريو، كندا - والذي أصبح متحفًا منذ الأربعينيات. لم تعد المقصورة التي عاش فيها هينسون أثناء استعباده موجودة، لكن هناك كوخ في مزرعة رايلي يعتقد خطأً أنه كوخ هينسون اشترته حكومة مقاطعة مونتغومري بولاية ماريلند في عام 2006.
استعانت ستو أيضًا في كتابة بعض أجزاء روايتها بكتاب العبودية الأمريكية كما هي، وهو مجلد شارك في تأليفه ثيودور دوايت ويلد والشقيقتان غريمكي. كما أجرت ستو مقابلات مع عدد من الرقيق الفارين من أسيادهم، مستمعةً لمعاناتهم وقصص فرارهم من أيدي صائدي الرقيق، خلال وجودها في سينسيناتي، أوهاي، عبر نهر أوهايو من ولاية كنتاكي، وفي سينسيناتي كان للسكك الحديدية تحت الأرض متعاطفون محليون مع إلغاء قانون الرق، ونشطت الجهود الرامية إلى مساعدة العبيد الهاربين على طريق هروبهم من الجنوب.
أشارت ستو في كتاب أصدرته بعنوان مفتاح كوخ العم توم عام (1853)، أنها استلهمت روايتها من السيرة الذاتية ل«جوسايا هينسون»، وكان الهدف من هذا الكتاب الواقعي التحقق من مزاعم ستو حول العبودية. ومع ذلك، أشارت الأبحاث اللاحقة إلى أن ستو لم تقرأ الكثير من أعمال الكتاب المقتبس منها إلا بعد أن نشرت روايتها.

## النشر

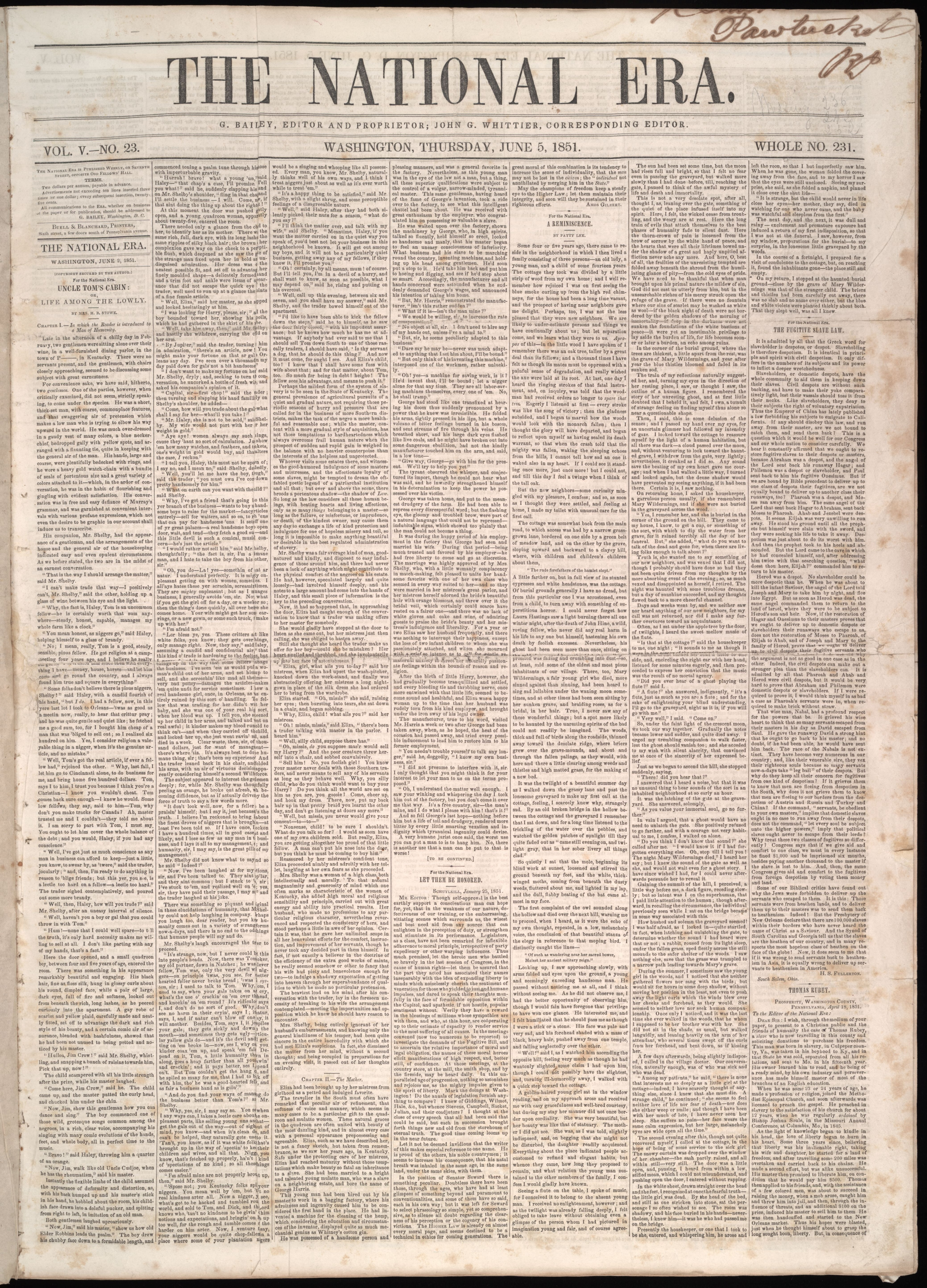
أول ظهور لكوخ العم توم على شكل سلسلة في صحيفة ناشيونال إرى (5 يونيو 1851)

ظهر كوخ العم توم لأول مرة في 9 مارس عام 1850، كسلسلة لمدة 40 أسبوعًا، في صحيفة ناشيونال إرى، وهي صحيفة مُعارضة لقانون الرقيق، ومُؤيدة لإلغائه، حيث أرسلت ستو إلى جماليل بايلي المحرر بالصحيفة تخبره «أشعر الآن أنه حان الوقت الذي يجب فيه حتى على المرأة أو الطفل الذين لهم القدرة على قول كلمة من أجل الحرية والإنسانية أن يتكلموا... آمل ألا تصمت أية امرأة تستطيع الكتابة.» وكان القصد أن تنشر ستو القصة في سرد قصير يستمر لعدة أسابيع، توسّعت ستو في القصة، ولاقت شعبية كبيرة فور نشرها، وذات مرة حدثت مُشكلة في الصحيفة ولم تنشر السلسلة، الأمر الذي أدى إلى إرسال العديد من الاحتجاجات إلى الصحيفة، واتصل الناشر جون بي جيويت بستو مقترحًا عليها تحويل السلسلة إلى كتاب، ولكن ستو تساءلت عما إذا كان أي شخص سيقرأ كوخ العم توم في شكل كتاب، إلا أنها وافقت في النهاية على الطلب.
مقتنعًا بأن الكتاب سيكون شائعًا، اتخذ جيويت قرارًا غير عادي (في ذلك الوقت) بأن يكون في الرواية نقوش لستة رسوم توضيحية على صفحة كاملة مستعينًا بهامات بيلينغز للطبعة الأولى. نُشرت الرواية في شكل كتاب في 20 مارس 1852، وبيع منها 3000 نسخة في ذلك اليوم وحده، وسرعان ما بيعت النسخة المطبوعة الكاملة. وطُبع عدد من الإصدارات الأخرى (بما في ذلك طبعة فاخرة في عام 1853، تضم 117 رسمًا إيضاحيًّا من قبل بيلينغز).
خلال الأسابيع الثلاثة الأولى من نشر الرواية، بيعت 20.000 نسخة، و75.000 ألف نسخة في ثلاثة أشهر، و305.000 نسخة في السنة الأولى من إصدارها.
تُرجم الكتاب إلى جميع اللغات الرئيسية، وأصبح في الولايات المتحدة ثاني أكثر الكتب مبيعًا بعد الكتاب المقدس. كما حمل عدد من الطبعات المبكرة مقدمة كتبها القس جيمس شيرمان، وهو وزير تجمعي في لندن اشتهر بآرائه المتعلقة بإلغاء قانون الرق. كما حققت الرواية مبيعات جيدة مساوية في بريطانيا، مع ظهور أول طبعة لندن في مايو 1852 وبيعت 20.0000 نسخة. في بضع سنوات تداول أكثر من 1.5 مليون نسخة من الكتاب في بريطانيا، على الرغم من أن معظم هذه النسخ كانت تنتهك حقوق التأليف والنشر (حدث وضع مماثل في الولايات المتحدة).

## حبكة الرواية

### إليزا تهرب مع ابنها؛ توم يُباع «أسفل النهر»

رسم توضيحي بملء الصفحة من إعداد هامات بيلينغز للطبعة الأولى من كوخ العم توم (1852). تخبر إليزا العم توم بأنه قد بيع وأنها ستهرب لإنقاذ طفلها.

يبدأ الكتاب بمزارع كنتاكي يدعى آرثر شيلبي، الذي يواجه إمكانية خسارة مزرعته بسبب الديون المُتراكمة عليه للسيد هيلي. وبالرغم من العلاقة الطيبة التي تربطه هو وزوجته إميلي شيلبي مع عبيدهما، إلا أنّ السيد شيلبي قرر جمع الأموال اللازمة لتسديد ديونه عن طريق بيع اثنين من العبيد، وهما: العم توم، وهو رجل في منتصف العمر متزوج وله أطفال، والطفل هاري، ابن إليزا خادمة إميلي شيلبي إلى السيد هايلي، وهو تاجر رقيق خشن، ولكن إميلي شيلبي تُعارض هذه الفكرة لأنها وعدت خادمتها بعدم بيع طفلها؛ ابن إميلي، كما أن جورج شيلبي، وهو ابن السيد شيلبي، يكره أن يرى توم يذهب لأنه يُعدّ توم صديقه ومعلمه.
عندما سمعت إليزا السيد والسيدة يتناقشان حول بيع توم وهاري، قررت إليزا الهروب مع ابنها. تذكر الرواية أن إليزا اتخذت هذا القرار لأنها تخشى فقدان طفلها الوحيد الباقي على قيد الحياة (حيث كانت قد أجهضت سابقًا طفلين)، تغادر إليزا تلك الليلة تاركة رسالة اعتذار لسيدتها.
أثناء بيع توم، اصطحبه السيد هيلي إلى قارب نهري على نهر المسيسيبي حيث سينقل توم من هناك إلى سوق العبيد. أثناء وجوده على متن القارب، يلتقي توم بإيفا، وهي فتاة بيضاء ملائكية وسرعان ما يصبحان أصدقاء. تسقط إيفا في النهر ويغوص توم في النهر لإنقاذ حياتها، وكرد جميل من والد إيفا لتوم لإنقاذ ابنته، قام أوغسطين سانت كلير والد إيفا بشراء توم من هالي واصطحبه مع العائلة إلى منزلهم في نيو أورلينز. وتنشأ علاقة صداقة بين توم وإيفا قوية بسبب الإيمان المسيحي العميق الذي يشتركان فيه.

### مُطاردة عائلة إليزا. حياة توم مع عائلة السيد كلير

رسم توضيحي لتوم وإيفا للرسام هامات بيلينغز للطبعة الفاخرة لعام 1853 لكوخ العم توم

أثناء هروب إليزا، تلتقي بزوجها جورج هاريس، الذي كان قد هرب من قبل. ويقرروا محاولة الوصول إلى كندا. إلا أنّ توم لوكر، صائد العبيد الذي استأجره السيد هالي يتعقبهم. وفي النهاية، يحاصر لوكر ورجاله إليزا وعائلتها، مما دفع جورج لإطلاق النار عليه فيصيبه في جنبه، وتخشى إليزا من أن يموت لوكر، لذلك تقنع جورج بإحضار صائد الرقيق إلى مستوطنة قريبة من جمعية الأصدقاء الدينية لتلقي العلاج الطبي.
بالعودة إلى نيو أورلينز، يناقش سانت كلير مسألة العبودية مع ابنة عمه الشمالية أوفيليا التي، على الرغم من معارضتها للعبودية، إلا أنها متحيزة ضد السود، وسانت كلير، مع ذلك، يعتقد أنه غير متحيز، على الرغم من أنه مالك العبيد، وفي محاولة لإظهار أن وجهات نظر أوفيليا بشأن السود خاطئة، اشترى سانت كلير توبسي، وهو عبد أسود شاب، وطلب من أوفيليا تثقيفه.
كانت إيفا تحلم بأن تحرر العبيد وتشتري مكانا لهم في كندا ليعيشوا بساعدة وكان توم يضحك لمثل هذه الأحلام فإيفا تلك الصغيرة ذات الأعين اللامعة والأحلام الرقيقة لم تكن تدرك في ذلك الوقت معنى العبودية ولم تعرف قط المعاناة التي يعانون منها، وبعد أن عاش «توم» مع سانت كلير لمدة عامين، اشتد المرض على إيفا وكان والدها سانت كلير قلقا جدا عليها وكذلك توم فقلقه لم يقل عن قلق والدها إلى أن يبلغ المرض ذروته، وبعد مرور ساعات عصيبة ولحظات مريرة تموت إيفا تاركة ابتسامة الطفولة تملأ وجهها طالبة من أبيها بعد أن تتوفى أن يحرر توم.

### توم يُباع لسيمون ليغري
قبل أن يتمكن سانت كلير من الوفاء بوعده، يموت بعد تعرضه للطعن خارج حانة، وتتراجع زوجته عن نذر زوجها الراحل وتبيع توم في مزاد لمالك مزرعة شرير يدعى سيمون ليغري. ينتقل توم إلى ريف لويزيانا مع عبيد جدد آخرين بما في ذلك إميلين التي اشتراها سيمون ليغري لاستخدامها كعبد للجنس.

رسم توضيحي كامل الصفحة بواسطة هامات بيلينغز للطبعة الأولى من كوخ العم توم (1852). كاسي، أحد عبيد ليغري، والعم توم بعد جلده.

يبدأ ليغري في كره توم عندما يرفض توم أمر ليغري بجلد زميله العبد، فيضرب ليغري توم بشراسة وحقد ويقرر سحق إيمان عبده الجديد بالله. على الرغم من قسوة ليغري، إلا أن توم يرفض التوقف عن قراءة كتابه المقدس وتهدئة العبيد الآخرين قدر المستطاع. أثناء وجوده في المزرعة، يلتقي توم بكاسي، عبد آخر استخدمها ليغري كرقيق جنس. تروي كاسي قصتها لتوم. كانت قد انفصلت سابقًا عن ابنها وابنتها عندما جرى بيعهما، وحملت مرة أخرى لكنها أجهضت الطفل لأنها لم تستطع تحمل فصل طفل آخر عنها.
في هذه المرحلة، يعود توم لوكر إلى القصة، والذي تغيّر نتيجة علاجه من قبل الكويكرز، كما حصل جورج وإليزا وهاري أيضًا على حريتهم حيث ساعدهم توم لوكر في العبور إلى كندا من بحيرة إري. في لويزيانا، كاد العم توم أن يستسلم لليأس حيث يختبر إيمانه بالله بسبب مشقات العمل في المزرعة. ومع ذلك، لديه رؤيتان، واحدة ليسوع والأخرى لإيفا، تجددان عزمه على البقاء مسيحيًا أمينًا، حتى الموت. يشجع كاسي على الهروب، وهو ما تفعله، هي وإميلين معها. عندما يرفض توم إخبار ليغري أين ذهبت كاسي وإميلين، يأمر ليغري المشرفين عليه بقتل توم، الذين يضربوه حتى الموت، وبينما يحتضر توم، يسامح المشرفين الذين ضربوه بوحشية، وبسبب تواضع شخصية الرجل الذي قتلاه، أصبح كلا الرجلين مسيحيين. وقبل وقت قصير من وفاة توم، يصل جورج شيلبي (ابن آرثر شيلبي) لشراء حرية توم لكنه يجد أنه قد فات الأوان.

### القسم الأخير
في رحلتهما بالقارب إلى الحرية، تلتقي كاسي وإميلين بشقيقة جورج هاريس مدام دي ثوكس ويرافقانها إلى كندا. انفصلت مدام دي ثوكس وجورج هاريس في طفولتهما. تكتشف كاسي أن إليزا هي ابنتها المفقودة منذ فترة طويلة والتي بيعت عندما كانت طفلة. الآن وقد عادت عائلتهم معًا مرة أخرى، سافروا إلى فرنسا وفي النهاية ليبيريا، الدولة الأفريقية التي أُنشِئَت للعبيد الأمريكيين السابقين. يعود جورج شيلبي إلى مزرعة كنتاكي، حيث يستدعي الخدم ويعيد عليهم المشهد الأخير من موت العم توم ويخبرهم بأنه أقسم وهو على قبر توم ألا يمتلك عبدا إطلاقا ويُحرر عبيده، قائلًا لهم: «انطلقوا إلى الحرية ولكن تذكروا أنكم مدينون لذلك الرجل الطيب العم توم ورددوا ذلك الجميل لزوجته وأبناءه وفكروا بحريتكم كلما رأيتم كوخ العم توم واجعلوه نصبا تذكاريا لكي تسيروا على خطاه وكونوا مؤمنين وأوفياء كما كان»، ويقرر جورج أن يعيش حياة مسيحية تقية تمامًا كما فعل العم توم.

## الشخصيات الرئيسية

### العم توم

سيمون ليغري يعتدي على العم توم.

بدايةً، كان يُنظر إلى العم توم، الشخصية الرئيسية في الرواية، على أنه عبد مسيحي نبيل طالت معاناته. ومع ذلك، أصبح اسمه في السنوات الأخيرة صفة موجهة نحو الأمريكيين الأفارقة المتهمين بالبيع للبيض. أرادت ستو أن يكون توم «بطلًا نبيلًا» وشخصًا يستحق الثناء. وأبرزت ذلك طوال الكتاب، دون أن يكون موضع استغلال، يدافع توم عن معتقداته ويحظى بإعجاب على مضض حتى من قبل أعدائه.

### إليزا
إليزا هي عبد وخادمة شخصية للسيد شيلبي التي تهرب إلى الشمال مع ابنها هاري البالغ من العمر خمس سنوات بعد بيعه للسيد هايلي. وجدها زوجها جورج في النهاية هي وابنها في أوهايو وهاجر معهما إلى كندا، ثم فرنسا وأخيراً ليبيريا.
استلهمت شخصية إليزا من رواية قدمها جون رانكين في مدرسة لين اللاهوتية في سينسيناتي لزوج ستو، كالفن، الأستاذ في المدرسة. وفقًا لرانكين، في فبراير 1838، هربت إليزا هاريس، وهي جارية شابة، عبر نهر أوهايو المتجمد إلى بلدة ريبلي تحمل طفلها بين ذراعيها ومكثت في منزله أثناء طريقها إلى الشمال.

### إيفا

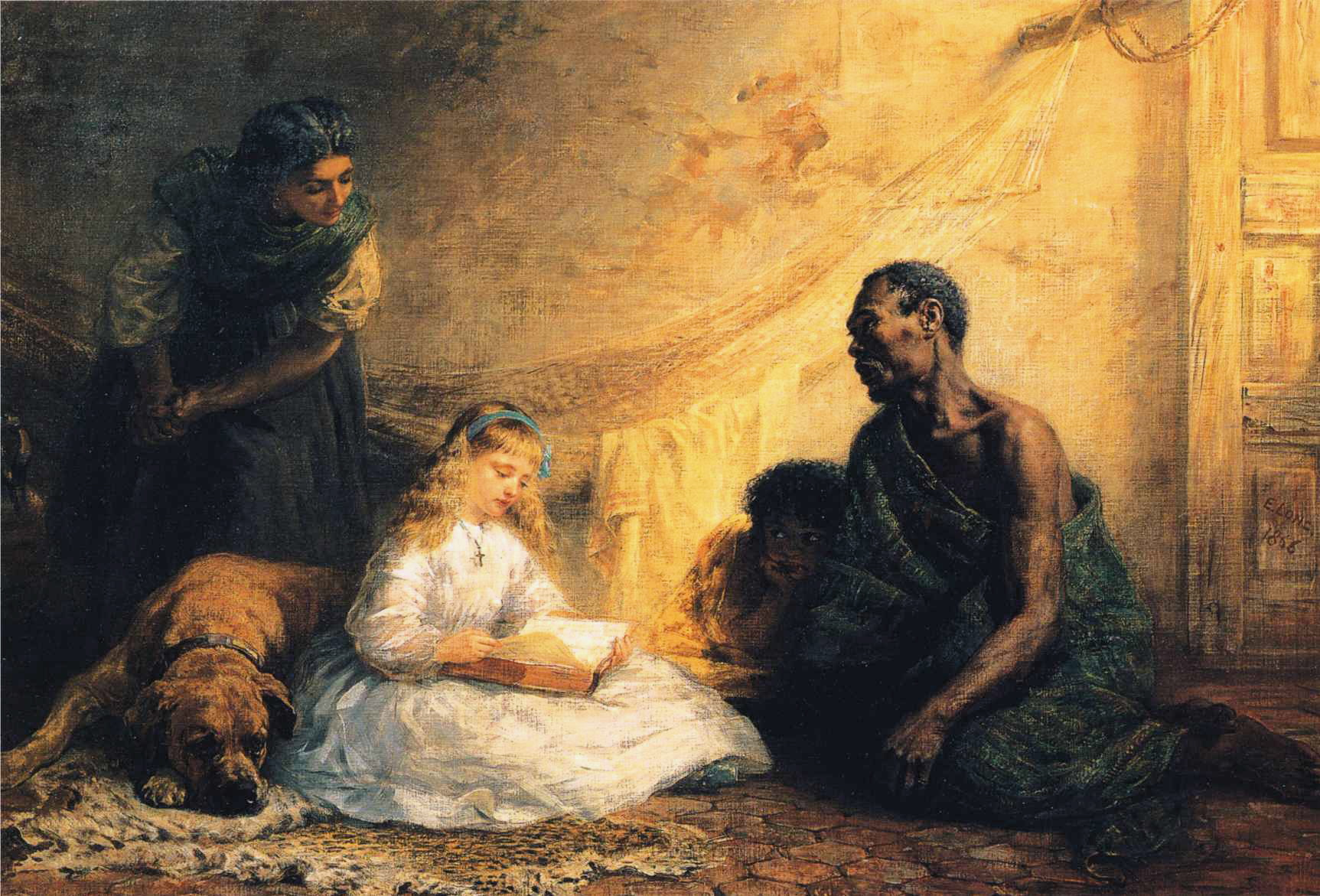
العم توم وإيفا الصغيرة ، رسم إدوين لونغسدن لونغ (1866)

إيفانجلين سانت كلير هي ابنة القديس أوغسطين سانت كلير. تدخل إيفا القصة عندما يسافر العم توم على متن باخرة إلى نيو أورلينز لبيعها، وينقذ الفتاة البالغة من العمر خمس أو ست سنوات من الغرق. تتوسل «إيفا» إلى والدها ليشتري توم، ويصبح المدير الفني لمنزل سانت كلير. يقضي معظم وقته مع إيفا. غالبًا ما تتحدث إيفا عن الحب والتسامح، وتقنع الفتاة الرقيقة توبسي بأنها تستحق الحب. حتى أنها لمست قلب خالتها أوفيليا.
في النهاية تصاب إيفا بمرض عضال. وقبل أن تموت، أعطت خصلة من شعرها لكل من العبيد، وأخبرتهم أنه يجب عليهم أن يصبحوا مسيحيين حتى يتمكنوا من رؤية بعضهم البعض في السماء. على فراش الموت، أقنعت والدها بإطلاق سراح توم، لكن الوعد لم يتحقق أبدًا بسبب الظروف.
ظهرت لاحقًا في رواية الأطفال شخصية مماثلة، تُدعى أيضًا إيفا الصغيرة، بعنوان إيفا الصغيرة: زهرة الجنوب من تأليف فيليب ج. كوزانز ومن المفارقات أنها كانت شخصية مغايرة لما وردت في رواية كوخ العم توم.

### سيمون ليغري

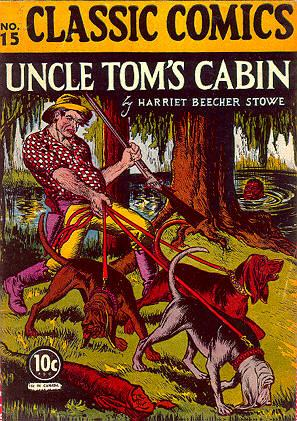
سيمون ليغري على غلاف الكتاب الهزلي المقتبس من كوخ العم توم (كلاسيك كاريكاتير رقم.15 نوفمبر 1943)

سيمون ليغري هو مالك عبيد قاسي - شمالي بالميلاد - أصبح اسمه مرادفًا للجشع. يمكن القول إنه الخصم الرئيسي للرواية. هدفه هو إضعاف معنويات توم وكسر إيمانه الديني. في النهاية أمر بجلد توم حتى الموت بسبب إحباطه، بسبب إيمان عبده الراسخ. تكشف الرواية أنه، عندما كان شابًا، تخلى عن أمه المريضة ليعيش في البحر وتجاهل رسالتها ليراها للمرة الأخيرة على فراش موتها.
من غير الواضح ما إذا كان ليغري يستند إلى أي أفراد فعليين. ظهرت تقارير بعد سبعينيات القرن التاسع عشر تفيد بأن ستو كانت تفكر في مالك ثري لمزارع القطن والسكر يدعى ميريديث كالهون، الذي استقر على النهر الأحمر شمال الإسكندرية، لويزيانا. بشكل عام، ومع ذلك، فإن الخصائص الشخصية لـ كالهون («المتعلم والمهذب للغاية») لا تتطابق مع قسوة ووحشية ليغري. حتى أن كالهون حرر صحيفته الخاصة، التي نُشرت في كولفاكس، والتي أعيدت تسميتها بالديموقراطي الوطني بعد وفاة كالهون. ومع ذلك، قد يكون مشرفو كالهون متماشين مع أساليب ودوافع ليغري المكروهة.

## شخصيات أخرى
هذه هي أبرز الشخصيات الثانوية والثانوية في كوخ العم توم:
- آرثر شيلبي - سيد توم في كنتاكي. يوصف شيلبي بأنه مالك الرقيق «اللطيف» ورجل جنوبي نمطي.
- إميلي شيلبي - زوجة آرثر شيلبي. إنها امرأة شديدة التدين تسعى جاهدة لتكون ذات تأثير طيب وأخلاقي على عبيدها، وتشعر بالفزع عندما يبيع زوجها عبيده لتاجر العبيد. كامرأة، ليس لديها طريقة قانونية لوقف هذا، لأن جميع الممتلكات ملك لزوجها.
- جورج شيلبي - ابن آرثر وإميلي، الذي يرى توم كصديق ومسيحي مثالي.
- كلوي - زوجة توم وأم أطفاله.
- أوغسطين سانت كلير - مالك توم الثالث وأب إيفا. ذو شخصية معقدة، وأغلب الأحيان ساخرة.
- ماري سانت كلير - زوجة أوغسطين، هي امرأة منطوية على ذاتها، ولاتظهر مشاعرها أو تعاطفها مع من حولها، بما في ذلك عائلتها. نظرًا لقائمة لا تنتهي من الأمراض الجسدية (الخيالية على ما يبدو)، فإنها تشكو باستمرار من عدم التعاطف الذي تتلقاه. لقد فصلت خادمتها الشخصية، مامي، عن طفليها لأنهما يؤثران على أداء واجباتها. عند وفاة أوغسطين المفاجئ، تعرل ماري الإجراءات القانونية التي كانت ستمنح توم حريته.
- جورج هاريس - زوج إليزا. عبد ذكي نصف أبيض مخلص بشدة لعائلته.
- هاري - ابن إليزا. من المفترض أن يبيعه السيد آرثر شيلبي إلى السيد هالي.

- توبسي - فتاة جارية شابة.[35]

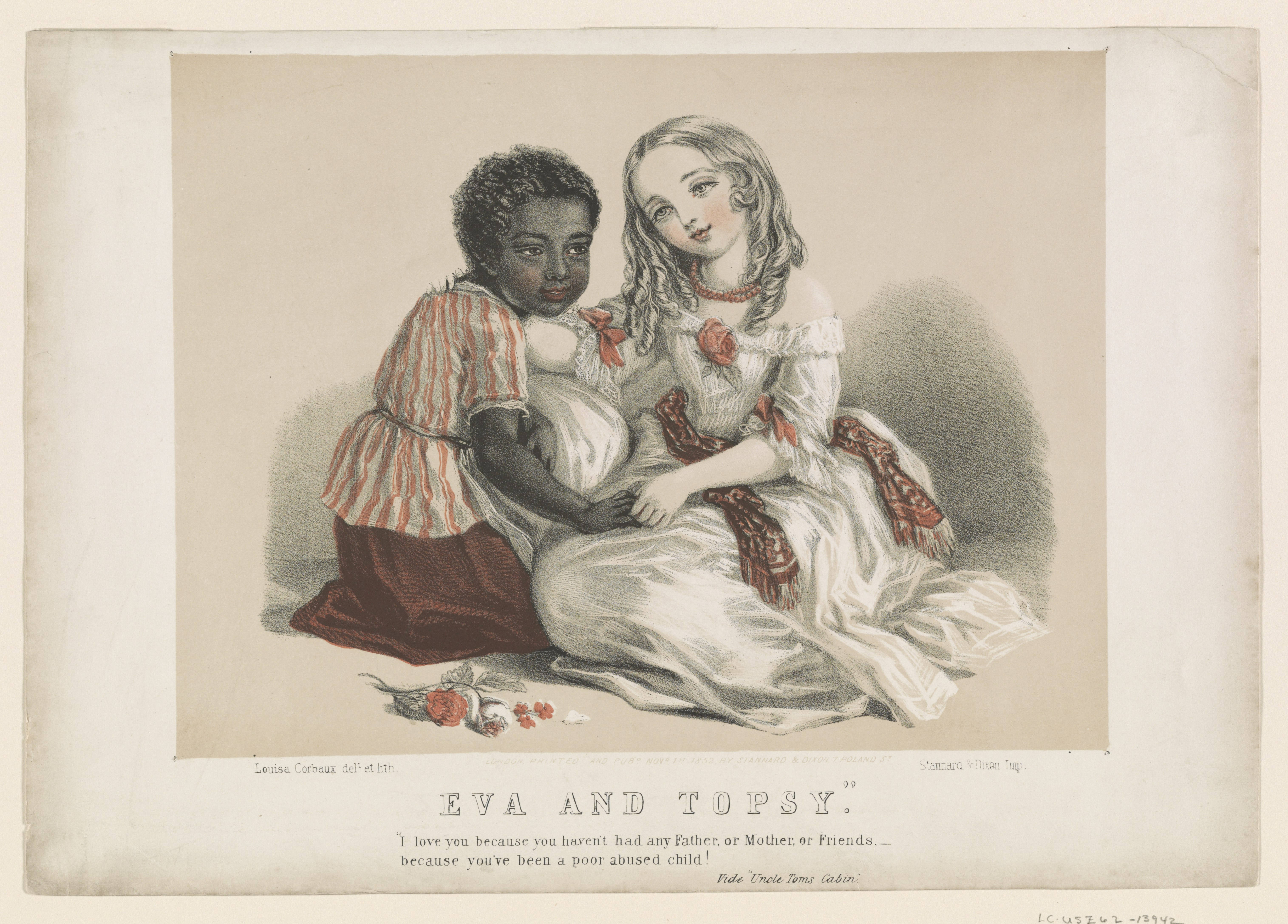
إيفا وتوبسي، ملصق أدبي عام 1852 لمصمم المطبوعات الحجرية البريطانية لويز كوربو

- الآنسة أوفيليا - ابنة عم أوغسطين سانت كلير، تعرض أوجه الغموض تجاه الأمريكيين الأفارقة التي شعر بها العديد من الشماليين في ذلك الوقت. إنها تجادل ضد مؤسسة العبودية لكنها، على الأقل في البداية، تشعر بالنفور من قبل العبيد كأفراد.
- كاسي - عبد ذو بشرة فاتحة (رباعي اللون) في مزرعة ليجري استغلها ليجري جنسيًا. وهي امرأة تشعر بالمرارة، مشحونة بالانتقام، بعد وفاة العم توم، تنتقم من ليجري بلا عنف، حيث روجت له أن مبنى في مزرعته مسكون، فساهم خوفه من ذلك في وفاته.
- برو - عبدة مكتئبة أُجبرت على ترك طفلها يموت جوعاً حتى الموت. تتناول الشرب في بؤسها ، وتعرضت للضرب والقتل في النهاية بسبب ذلك.
- كيمبو وسامبو - عبيد لدى سيمون ليجري يعملان مشرفين على المزرعة. بناءً على أوامر من ليجري، قاموا بجلد توم بوحشية، ولكن بعد ذلك يبديا ندمهما على فعلتهما، ويسامحهما توم وهو يحتضر.
- السيد هالي - تاجر رقيق قاسي يشتري العبيد من السيد آرثر شيلبي.
- توم لوكر - صياد رقيق استأجره السيد هالي للقبض على إليزا وابنها هاري.

## المواضيع الرئيسية

"الهاربون بأمان في أرض حرة". رسم هامات بيلينغز لكوخ العم توم، الطبعة الأولى. تُظهر الصورة جورج هاريس وإليزا وهاري والسيدة. سميث بعد هروبهم إلى الحرية.

يهيمن على كوخ العم توم موضوع واحد: وهو شر العبودية وفسادها. بينما تنسج ستو موضوعات فرعية أخرى في جميع أنحاء نصها، مثل السلطة الأخلاقية للأمومة وإمكانيات الخلاص التي توفرها المسيحية، تؤكد الروابط بين هذه وأهوال العبودية. غيّرت ستو أحيانًا صوت القصة حتى تتمكن من إعطاء «عظة» حول الطبيعة المدمرة للعبودية (مثل عندما تكون امرأة بيضاء على متن باخرة تحمل توم في ولايات الجنوب الأخرى، «في ذهني الجزء الأكثر فظاعة من الرق، هو الاعتداء على المشاعر والعواطف - تفريق العائلات، على سبيل المثال».). إحدى الطرق التي أظهرت بها ستو شر العبودية كانت كيف فصلت هذه «المؤسسة الغريبة» العائلات عن بعضها البعض بالقوة. يعد الاعتدال أحد الموضوعات الفرعية المقدمة في الرواية. جعلته ستو خفيًا إلى حد ما وفي بعض الحالات نسجته في أحداث من شأنها أيضًا دعم الفكرة السائدة. أحد الأمثلة على ذلك هو عندما قُتل أوغسطين سانت كلير، عندما حاول إيقاف مشاجرة بين رجلين مخمورين في مقهى وطُعن. ومن الأمثلة الأخرى وفاة الأمة «برو» التي تعرضت للجلد حتى الموت لكونها في حالة سكر؛ ومع ذلك، فإن أسباب قيامها بذلك هي فقدان طفلها. في بداية الرواية، يُنَاقَش مصير إليزا وابنها بين مالكي العبيد أثناء شرب النبيذ. بالنظر إلى أن ستو قصدت أن يكون هذا موضوعًا فرعيًا، يمكن لهذا المشهد أن ينذر بأحداث مستقبلية تضع الكحول في صورة سيئة.
نظرًا لأن ستو رأت أن الأمومة هي «النموذج الأخلاقي والبنيوي لكل الحياة الأمريكية»  واعتقدت أيضًا أن النساء فقط لديهن السلطة الأخلاقية لإنقاذ الولايات المتحدة من شيطان العبودية، وهو موضوع رئيسي آخر في كتاب كوخ العم توم هي القوة الأخلاقية وقداسة المرأة. من خلال شخصيات مثل إليزا، التي تهرب من العبودية لإنقاذ ابنها الصغير (وفي النهاية لم شمل عائلتها بأكملها)، أو إيفا، التي يُنظر إليها على أنها «المسيحية المثالية»، تظهر ستو كيف كانت تعتقد أن النساء يمكن أن ينقذن من حولهن حتى من أبشع الظلم. في حين لاحظ النقاد اللاحقون أن الشخصيات النسائية في ستو غالبًا ما تكون كليشيهات محلية بدلاً من نساء واقعيّات، رواية ستو «أعادت تأكيد أهمية تأثير المرأة» وساعدت في تمهيد الطريق لحركة حقوق المرأة في العقود التالية.
تظهر معتقدات ستو الدينية المتزمتة في الموضوع النهائي الشامل للرواية - استكشاف طبيعة المسيحية وكيف تشعر أن اللاهوت المسيحي غير متوافق بشكل أساسي مع العبودية. يتجلى هذا الموضوع بشكل أكبر عندما حث توم سانت كلير على "النظر بعيدًا إلى يسوع" بعد وفاة إيفا ابنة سانت كلير المحبوبة. وبعد وفاة توم، قام جورج شيلبي بمدح توم بقوله، "يا له من شيء أن تكون مسيحياً. نظرًا لأن الموضوعات المسيحية تلعب دورًا كبيرًا في كوخ العم توم - وبسبب استخدام ستو المتكرر للتدخلات المؤلفة المباشرة في الدين والإيمان - غالبًا ما تأخذ الرواية "شكل عظة".
كان لرواية كوخ العم توم تأثير لا يضاهيه تأثير عدد قليل من الروايات الأخرى في التاريخ. وقد أشعلت كوخ العم توم عند نشرها عاصفة نارية من الاحتجاجات من المدافعين عن العبودية (الذين ألفو عددًا من الكتب ردًا على الرواية)، بينما أثار الكتاب الثناء من دعاة إلغاء الرق، كما كان للرواية تأثسر كبير في الأدب الاحتجاجي اللاحق، باعتبارها من أكثر الكتب مبيعًا.

## الأسلوب

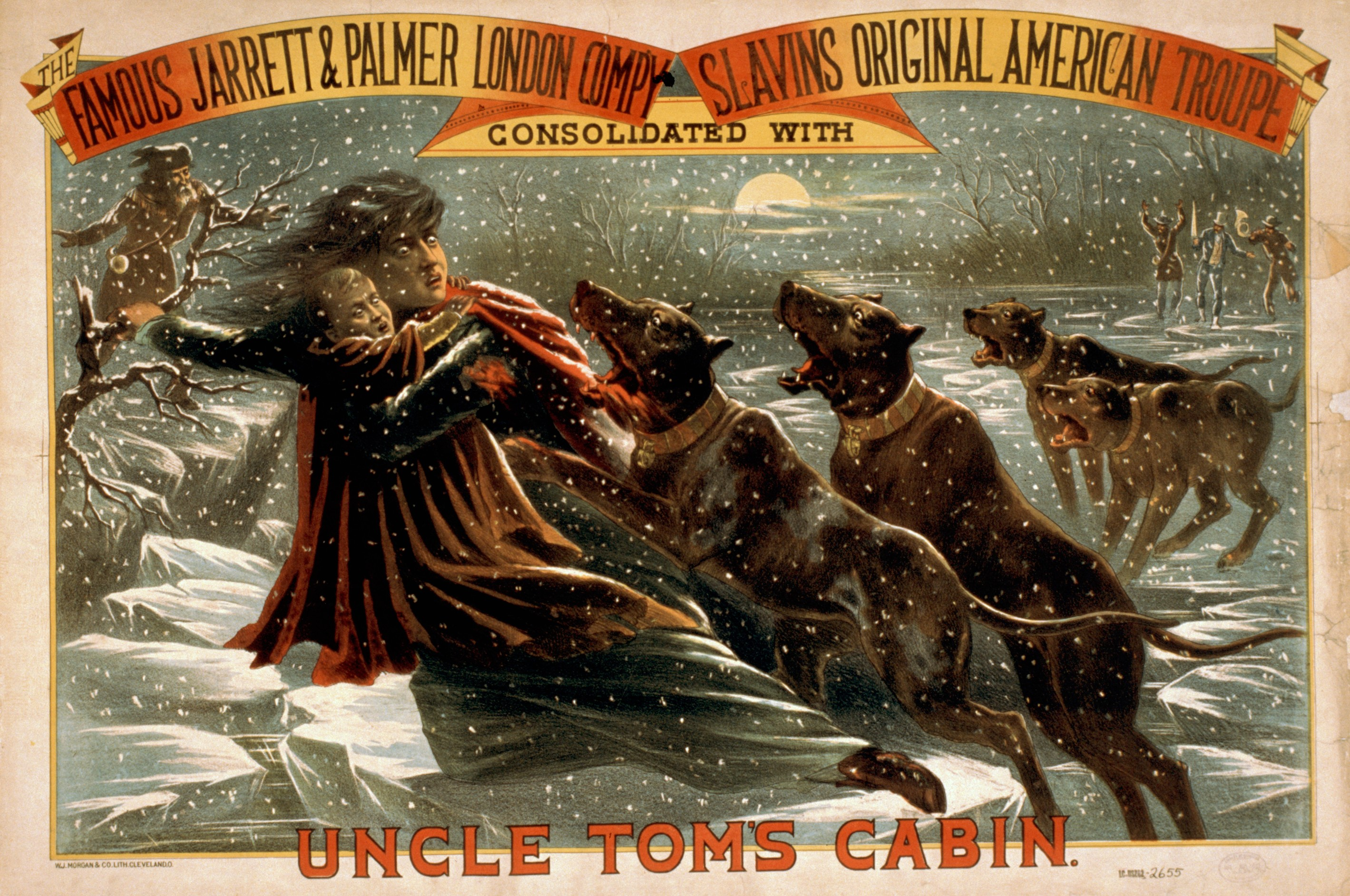
إليزا تعبر النهر الجليدي في ملصق مسرحي عام 1881

كُتبت كوخ العم توم بالأسلوب العاطفي  والأسلوب الميلودرامي الشائع في روايات القرن التاسع عشر العاطفية  والروايات المحلية (وتسمى أيضًا روايات النساء). كانت هذه الأنواع من الروايات الأكثر شعبية في عصر ستو، وتميل إلى إبراز الشخصيات النسائية الرئيسية، وأسلوب الكتابة الذي يُثير مشاعر القارئ وعاطفته. على الرغم من اختلاف رواية ستو عن الروايات العاطفية الأخرى من خلال التركيز على موضوع كبير مثل العبودية ومن خلال جعل الرجل الشخصية الرئيسية، إلا أنها سعت في روايتها إلى إثارة بعض المشاعر القوية من قرائها. يمكن رؤية القوة في هذا النوع من الكتابة في رد فعل القراء المعاصرين، فكتبت جورجيانا ماي، صديقة ستو، رسالة إلى المؤلف قائلة: «كنت مستيقظًا الليلة الماضية بعد الساعة الواحدة، أقرأ وأكمل كوخ العم توم. لم أستطع ترك الرواية أكثر مما كنت أترك طفلاً يحتضر». وُصفت قارئة أخرى بأنها مهووسة بالكتاب في جميع الأوقات وفكرت في إعادة تسمية ابنتها باسم إيفا. من الواضح أن وفاة إيفا الصغيرة أثرت على الكثير من الناس في ذلك الوقت، لأنه في عام 1852، سُمّيت 300 طفلة بهذا الاسم في بوسطن وحدها.
على الرغم من رد الفعل الإيجابية من القراء، رفض النقاد الأدبيون لعقود الأسلوب الموجود في كوخ العم توم وغيره من الروايات العاطفية لأن هذه الكتب كتبتها نساء وبرزت بشكل بارز «مشاعر المرأة الساخطة». قال أحد النقاد الأدبيين إنه لو لم تكن الرواية عن العبودية «لكانت مجرد رواية عاطفية أخرى»  بينما وصف آخر الكتاب بأنه «في الأساس جزء مشتق من أعمال الاختراق». في التاريخ الأدبي للولايات المتحدة ، وصف جورج ف. ويتشر كوخ العم توم بأنه «خيال مدرسة الأحد»، المليء بـ «الميلودراما والفكاهة والشفقة».
ومع ذلك، في عام 1985، أعربت جين تومبكينز عن وجهة نظر مختلفة عن كوخ العم توم في كتابها In Sensational Designs: The Cultural Work of American Fiction.  أشاد تومبكينز بالأسلوب الذي رفضه العديد من النقاد الآخرين، وكتب أن الروايات العاطفية أظهرت كيف أن عواطف النساء لديها القدرة على تغيير العالم للأفضل. وقالت أيضًا إن الروايات المحلية الشعبية في القرن التاسع عشر بما في ذلك كوخ العم توم، كانت رائعة بسبب «التعقيد الفكري والطموح وسعة الحيلة». وأن كوخ العم توم يقدم «نقدًا للمجتمع الأمريكي أكثر تدميراً بكثير من أي نقد يقدمه نقاد مشهورون مثل هوثورن وملفيل».
هذا الرأي لا يزال موضع نزاع. كتب الباحث القانوني ريتشارد بوسنر في عام 2001، وصف كوخ العم توم بأنه جزء من القائمة المتواضعة للأعمال الكنسية التي تظهر عندما تُفرض المعايير السياسية على الأدب.

### رد الفعل المعاصر والعالمي

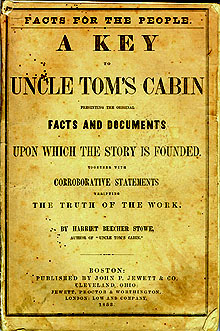
ردت ستو على الانتقادات بكتابة مفتاح كوخ العم توم (1853)، موثقةً صحة تصوير روايتها للعبودية.

أثار كوخ العم توم غضب الناس في الجنوب الأمريكي. كما تعرضت الرواية لانتقادات شديدة من قبل مؤيدي العبودية.
أعلن الروائي الجنوبي الشهير وليم غيلمور سيمس أن العمل خاطئ تمامًا، بينما وصف آخرون الرواية بأنها افتراء. تراوحت ردود الفعل من بائع كتب في موبيل، ألاباما، حيث أُجبر على مغادرة المدينة لبيع الرواية إلى رسائل تهديد أُرسلت إلى ستو (بما في ذلك طرد يحتوي على أذن عبد مقطوعة). سرعان ما كتب العديد من الكتاب الجنوبيين، مثل سيمس، كتب خاصة مناهضة لرواية ستو.
سلط بعض النقاد الضوء على قلة تجربة وخبرة ستو في الحياة المتعلقة بالحياة الجنوبية، قائلين إنها دفعتها إلى إنشاء أوصاف غير دقيقة للمنطقة، منها على سبيل المثال، لم تذهب أبدًا إلى مزرعة جنوبية. ومع ذلك، قالت ستو دائمًا إنها استندت في شخصيات كتابها إلى قصص رواها عبيد هاربون في سينسيناتي. يُذكر أنها «لاحظت عن كثب عدة حوادث دفعتها لكتابة الرواية الشهيرة المناهضة للعبودية، ولاحظت مشاهد على نهر أوهايو، بما في ذلك رؤية عملية بيع لزوج وزوجة كُلّ على حدة، وكذلك مقالات الصحف والمجلات والمقابلات».
ردًا على هذه الانتقادات، نشرت ستو عام 1853 مفتاح كوخ العم توم، وهي محاولة لتوثيق صحة تصوير الرواية لمعاناة الرق. وناقشت ستو في الكتاب، كل من الشخصيات الرئيسية في كوخ العم توم مُستشهدة بـ «بتجارب من الحياة الواقعية» لها بينما شنّت أيضًا «هجومًا أكثر عدوانية على العبودية في الجنوب مما كانت عليه الرواية نفسها». مثل الرواية، كان مفتاح كوخ العم توم من أكثر الكتب مبيعًا. ومع ذلك، بينما زعمت ستو أن «مفتاح كوخ العم توم» وثق مصادرها التي جرى الحديث عن صحتها مسبقًا، إلا أنها قرأت بالفعل العديد من الأعمال المذكورة بعد نشر روايتها. كان جزء كبير من المفتاح هو نقد ستو لكيفية دعم النظام قانونيّا للعبودية وإساءة معاملة المالكين للعبيد. وهكذا، قدمت ستو للمحاكمة أكثر من مسألة العبودية؛ حيث قدمت القانون نفسه للمحاكمة. استمر هذا في موضوع هام لكوخ العم توم - وهو أن ظل القانون يكتنف مؤسسة العبودية ويسمح للمالكين بإساءة معاملة العبيد ثم تجنب العقاب على سوء معاملتهم، وفي بعض الحالات، كما أشارت ستو، منعت حتى أصحاب الطيبة من تحرير عبيدهم.
على الرغم من هذه الانتقادات، لا تزال الرواية تستحوذ على خيال العديد من الأمريكيين. وفقًا لابن ستو، عندما التقى بها أبراهام لينكون عام 1862، علق لينكولن قائلاً: «هذه هي السيدة الصغيرة التي بدأت هذه الحرب العظيمة». إلا أن المؤرخون لم يحسموا فيما إذا كان لينكولن قد قال هذا القول بالفعل، وفي رسالة كتبتها ستو إلى زوجها بعد ساعات قليلة من لقائها مع لينكولن، لم تذكر هذا التعليق. منذ ذلك الحين، نسب العديد من الكتاب الفضل إلى هذه الرواية في تركيز غضب الشمال على مظالم العبودية وقانون العبيد الهاربين والمساعدة في تأجيج حركة إلغاء قانون الرق. وقال الجنرال والسياسي في الاتحاد جيمس بيرد ويفر إن الكتاب أقنعه بأن يصبح ناشطًا في حركة إلغاء الرق.

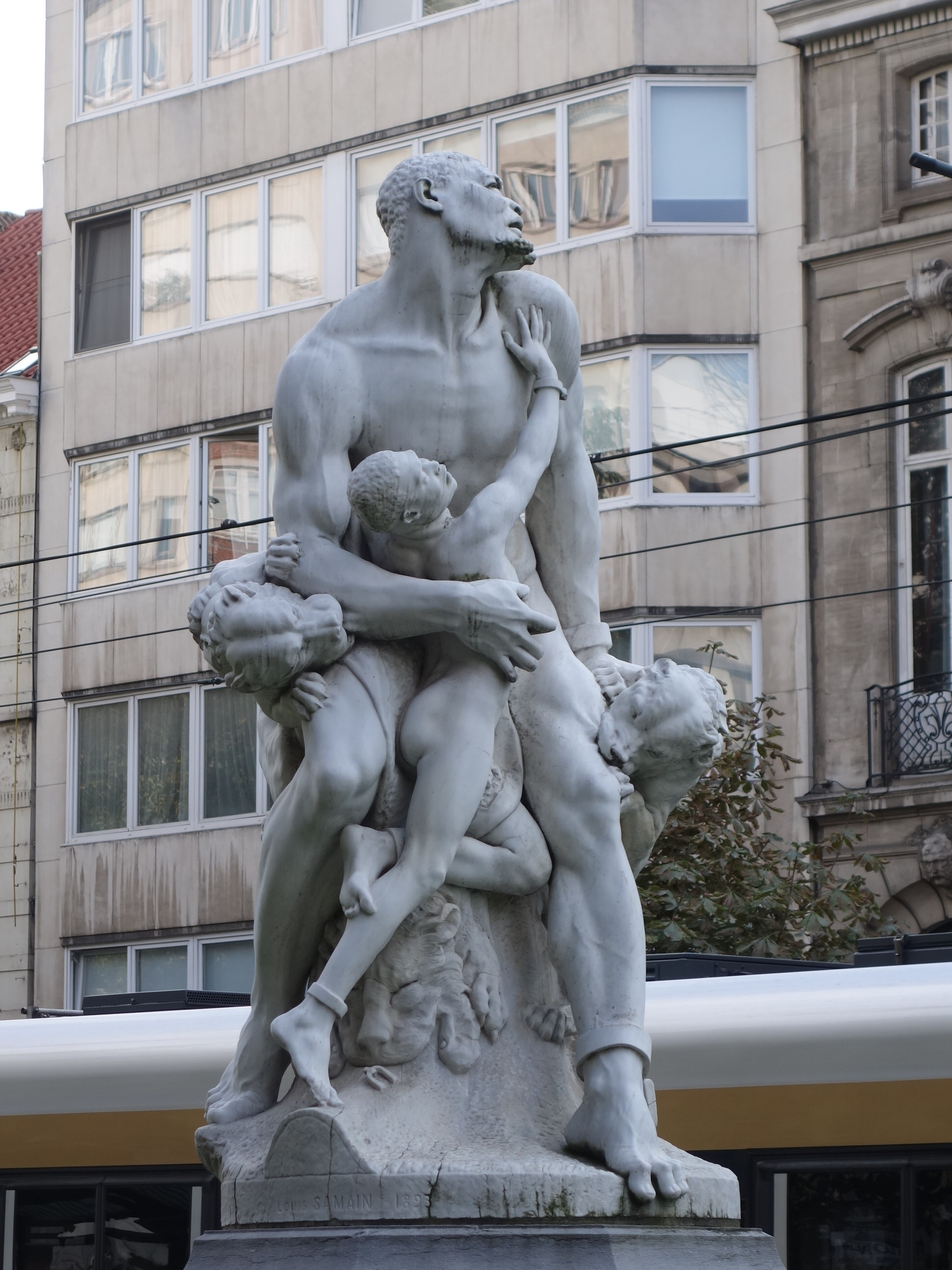
تمثال من قبل لويس سامين في عام 1895 في شارع لويز في بروكسل. المشهد - عبد أسود هارب وطفل تهاجمه الكلاب - مستوحى من كوخ العم توم.

لقيت رواية كوخ العم توم اهتمامًا كبيرًا بالمملكة المتحدة، ظهرت أول طبعة لندن في مايو 1852 وبيعت 200.000 نسخة. بعض هذا الاهتمام كان بسبب كراهية البريطانيين لأمريكا. كما أوضح أحد الكتاب البارزين، «لم تكن عواطف ومشاعر الغضب التي أشبعها العم توم في إنجلترا هي الكراهية أو الانتقام [للعبودية]، بل الغيرة الوطنية والغرور القومي. لطالما كنا نتألم في ظل غرور أمريكا - لقد سئمنا سماع تفاخرها بأنها الدولة الأكثر حرية والأكثر استنارة التي شهدها العالم على الإطلاق. رجال الدين لدينا يكرهون نظامها التطوعي، المحافظون لدينا يكرهون الديمقراطيين، بينما أشادت جميع الأطراف بالسيدة. ستو المُتمردة من العدو». جادل تشارلز فرانسيس آدامز، الوزير الأمريكي لبريطانيا أثناء الحرب، في وقت لاحق بأن «كوخ العم توم؛ أو حياة التواضع، الذي نُشر عام 1852، يمارس، إلى حد كبير من ظروف عرضية، تأثيرًا عالميًا فوريًا وكبيرًا ودراميًا أكثر من أي تأثير أي كتاب آخر مطبوع على الإطلاق».
أرسلت ستو نسخة من الكتاب إلى تشارلز ديكنز، الذي كتب لها ردًا: «لقد قرأت كتابك باهتمام وتعاطف عميقين، وأعجب، أكثر مما أستطيع أن أعبر لك عنه، بكل من الشعور السخي الذي ألهمه، والقوة الرائعة التي نفذها». بينما كتب المؤرخ والسياسي لورد ماكولي في مذكراته عام 1852: «انتهيت من كتاب "كوخ العم توم"، وهو كتاب قوي وغير  مقبول؛ بغيض جدًا وشبيه بالسبانيوليتو بالنسبة لذوقي، عند اعتباره عملاً فنيًا. لكنها على وجه العموم هي أثمن إضافة قدمتها أمريكا إلى الأدب الإنجليزي.»
طهرت طبعة فرنسية، بحلول عام 1853 ونشرت في كامبراي وباريس. وبحلول عام 1857، تُرجمت الرواية إلى 20 لغة، بما في ذلك ترجمتان مستقلتان إلى السلوفينية بعد عام واحد فقط من نشرها الأصلي، والتي بدأت منذ ذلك الحين الحوار المستمر بين المؤلفين الأمريكيين والمترجمين والقراء السلوفينيين. في وقت لاحق، تُرجمت الرواية إلى كل اللغات الرئيسية تقريبًا، بما في ذلك الصينية (مع إنشاء المترجم لين شو أول ترجمة صينية لرواية أمريكية في عام 1901) والأمهرية (مع الترجمة عام 1930 التي أنشئت لدعم الجهود الإثيوبية لإنهاء معاناة السود في تلك الأمة). قُرأت الرواية على نطاق واسع لدرجة أن سيغموند فرويد أبلغ عن عدد من المرضى الذين يعانون من ميول سادو مازوخية الذين اعتقد أنهم تأثروا بالقراءة عن جلد العبيد في كوخ العم توم. أشاد مقال قصير نُشر في الجريدة الرسمية للحكومة السلفادورية في 22 يوليو 1853 بهارييت بيتشر ستو ونجاح روايتها.
تأثرًا بأدب الاحتجاج، تذكر آية الله السيد علي خامنئي، مخاطبًا عددًا من المفكرين الإيرانيين، الرواية باعتبارها واحدة من أكثر الأعمال المأساوية في العالم الحديث التي تصور تاريخًا مريضًا للعبودية في أمريكا.

### الأهمية الأدبية والنقد
كأول رواية سياسية تُقرأ على نطاق واسع في الولايات المتحدة، أثرت كوخ العم توم بشكل كبير ليس فقط في الأدب الأمريكي ولكن أيضًا على الأدب الاحتجاجي بشكل عام. الكتب اللاحقة التي تدين بدين كبير لكوخ العم توم تشمل الأدغال للكاتب أبتون سنكلير والربيع الصامت بقلم راشيل كارسون. على الرغم من هذه الأهمية التي لا جدال فيها ، فقد أُطلق على كوخ العم توم «مزيج من حكايات الأطفال والدعاية». كما رفض عدد من النقاد الأدبيين الرواية باعتبارها «مجرد رواية عاطفية»،  بينما صرح الناقد جورج ويتشر في كتابه التاريخ الأدبي للولايات المتحدة أن «لا شيء يُنسب إلى السيدة.» ومع ذلك، أشاد نقاد آخرون بالرواية، حيث صرح إدموند ويلسون أن «الكشف عن نفسه في مرحلة النضج لكوخ العم توم قد يكون لذلك تجربة مذهلة. إنه عمل أكثر من مجرد إثارة للإعجاب مما لا يمكن لأي شخص أن يشك فيه». تنص جين تومبكينز على أن الرواية هي واحدة من كلاسيكيات الأدب الأمريكي وتتساءل إذا رفض العديد من النقاد الأدبيين الكتاب لأنه كان شائعًا للغاية خلال يومه.

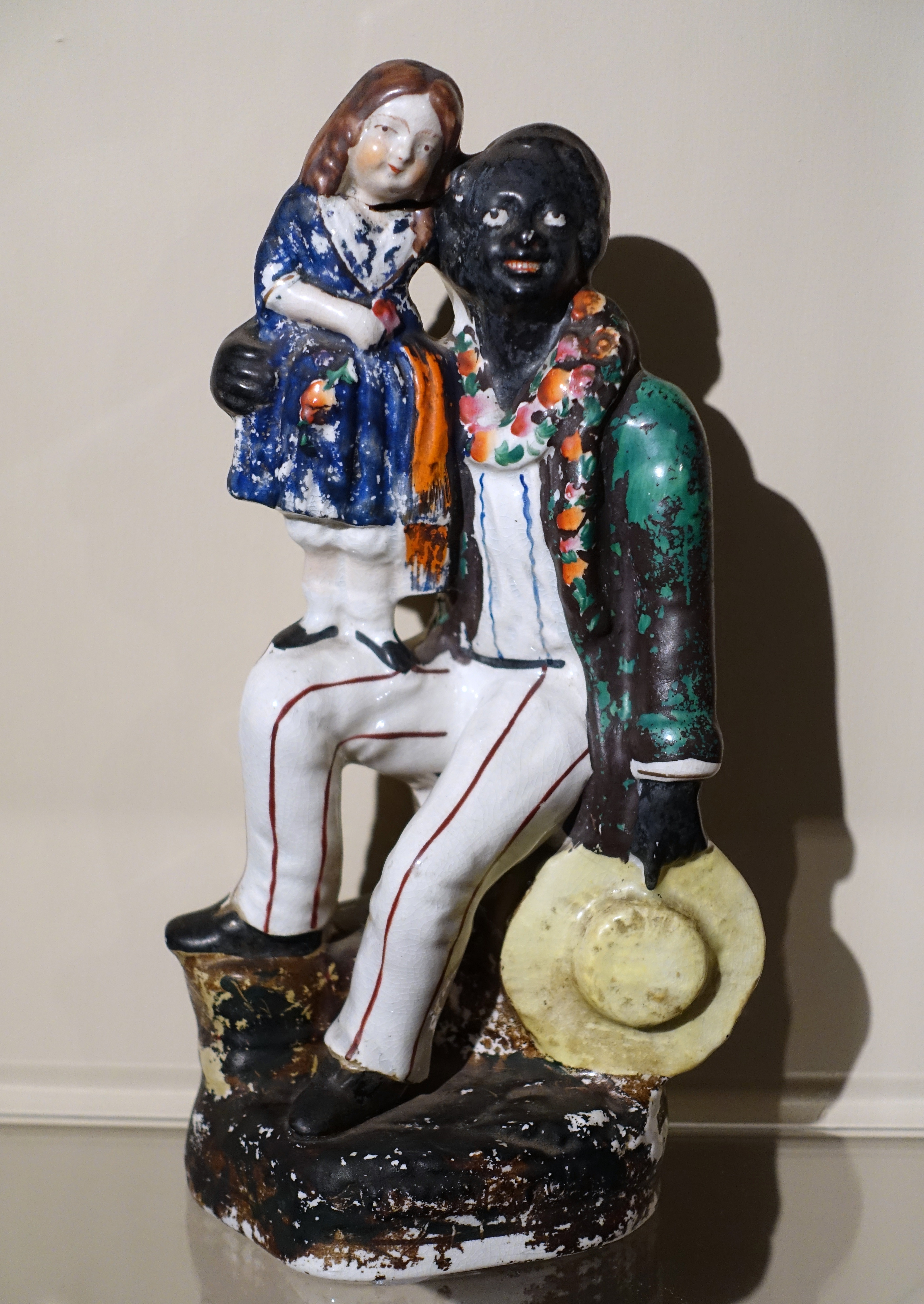
العم توم وإيفا، شخصية ستافوردشاير في السوق الشامل، إنجلترا، 1855-1860، خزف مزجج ومطلي

على مر السنين افترض العلماء عددًا من النظريات حول ما كانت ستو تحاول قوله وإيصاله بالرواية (بصرف النظر عن الموضوعات الواضحة، مثل إدانة العبودية). على سبيل المثال، كمسيحية متحمسة وناشطة في مجال إلغاء قانون العبودية، وضعت ستو العديد من معتقداتها الدينية في الرواية. ذكر بعض العلماء أن ستو رأت أن روايتها تقدم حلاً للمعضلة الأخلاقية والسياسية التي أزعجت العديد من معارضي العبودية: ما إذا كان الانخراط في سلوك محظور له ما يبرره في معارضة الشر. هل كان استخدام العنف لمقاومة عنف العبودية وخرق قوانين العبودية يمكن الدفاع عنه أخلاقياً؟ أي من شخصيات ستو يجب تقليده، العم السلبي توم أم المتحدي جورج هاريس؟ كان حل Stowe مشابهًا لحل رالف والدو إمرسون: ستتبع مشيئة الله إذا فحص كل شخص مبادئه بصدق ويتصرف وفقًا لها.
كما رأى العلماء أن الرواية تعبر عن قيم وأفكار حركة الإرادة الحرة. من وجهة النظر هذه، تجسد شخصية جورج هاريس مبادئ العمل الحر، في حين أن الطابع المعقد لأوفيليا يمثل أولئك الشماليين الذين تغاضوا عن التسوية مع العبودية. على عكس أوفيليا، فإن دينة تعمل على الشغف. خلال مسار الرواية تغيرت أوفيليا، تمامًا كما أعلن الحزب الجمهوري (بعد ثلاث سنوات) أن الشمال يجب أن يغير نفسه ويدافع عن مبادئه المناهضة للعبودية.
يمكن أيضًا رؤية النظرية النسوية كدور فعال في كتاب ستو، مع الرواية كنقد لطبيعة العبودية الأبوية. بالنسبة إلى ستو، شكلت علاقات الدم، وليس العلاقات الأبوية بين السادة والعبيد، أساس العائلات. علاوة على ذلك، اعتبرت ستو أن التضامن الوطني امتداد لأسرة الشخص، وبالتالي فإن مشاعر الجنسية تنبع من امتلاك عرق مشترك. وبالتالي، فقد دعت إلى الاستعمار الأفريقي للعبيد المحررين وليس الاندماج في المجتمع الأمريكي.
يُنظر إلى الكتاب أيضًا على أنه محاولة لإعادة تعريف الذكورة كخطوة ضرورية نحو إلغاء العبودية. من وجهة النظر هذه، بدأ دعاة إلغاء قانون العبودية بمقاومة رؤية الرجال العدوانيين المهيمنين التي رعاها الغزو والاستعمار في أوائل القرن التاسع عشر. من أجل تغيير مفهوم الرجولة بحيث يمكن للرجال معارضة العبودية دون تعريض صورتهم الذاتية أو مكانتهم في المجتمع للخطر، اعتمد بعض دعاة إلغاء عقوبة الإعدام على مبادئ حق المرأة في التصويت والمسيحية بالإضافة إلى السلبية، وأثنوا على الرجال للتعاون والتعاطف والروح المدنية. جادل آخرون داخل حركة إلغاء الرق لصالح عمل ذكوري عدواني تقليدي. كل الرجال في رواية ستو هم تمثيلات لنوع واحد أو آخر.
جورج أورويل هو مقال له بعنوان " كتب جيدة سيئة "، نُشر لأول مرة في تريبيون في 2 نوفمبر 1945، ويدعي أنه "ربما يكون المثال الأسمى لكتاب" جيد سيء "هو كوخ العم توم. إنه كتاب مضحك عن غير قصد، مليء بالأحداث الميلودرامية غير المعقولة؛ إنه أيضًا مؤثر بعمق وصحيح في الأساس؛ من الصعب تحديد الجودة التي تفوق الأخرى ". لكنه يخلص إلى القول " سأدعم كوخ العم توم لعيش أكثر من الأعمال الكاملة لفيرجينيا وولف أو جورج مور، على الرغم من أنني لا أعرف أي اختبار أدبي صارم من شأنه أن يظهر أين يكمن التفوق.
وصف جيمس بالدوين رواية كوخ العم توم بأنها «رواية سيئة، لها، في استقامتها الذاتية، عاطفة فاضلة». وقال إن الرواية تفتقر إلى العمق النفسي، وأن ستو «لم تكن روائية بقدر ما كانت كاتبة حماسية».

## خلق ونشر الصور النمطية

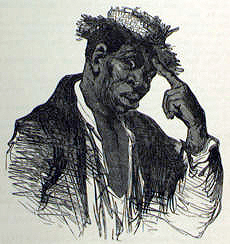
رسم توضيحي لسام من "الإصدار الجديد" لعام 1888 لكوخ العم توم.

انتقد بعض الكُتاب والقُراء المعاصرين الكتاب بسبب الأوصاف العنصرية التي ظهرت في الشخصيات السوداء وكلامها وسلوكها، وكذلك الطبيعة السلبية للعم توم في قبول مصيره. إن ابتكار واستخدام الصور النمطية الشائعة عن الأمريكيين من أصل أفريقي أمرٌ مهم لأن كوخ العم توم كان الرواية الأكثر مبيعًا في العالم خلال القرن التاسع عشر. ونتيجة لذلك، وُجّهت اتهامات إلى الكِتاب (جنبًا إلى جنب مع الرسوم التوضيحية التي احتواها والإنتاج المسرحي المرتبط به) بلعب دور رئيس في ترسيخ مثل هذه الصور النمطية بشكل دائم في النفس الأمريكية. في الستينيات والسبعينيات من القرن الماضي، هاجمت القوة السوداء وحركات الفنون السوداء الرواية، مدعية أن شخصية العم توم متورطة في «خيانة عرقية»، وأن توم جعل العبيد أسوأ من مالكي العبيد.

## روابط خارجية
- كوخ العم توم على موقع الموسوعة البريطانية (الإنجليزية)